# Mycetophila dolichocenta
Mycetophila dolichocenta är en tvåvingeart som beskrevs av Wu och He 1997. Mycetophila dolichocenta ingår i släktet Mycetophila och familjen svampmyggor. Inga underarter finns listade i Catalogue of Life.